# C/2006 S3 (LONEOS)
C/2006 S3 (LONEOS) ist ein Komet, der im Jahr 2006 entdeckt wurde. Seine Entdeckung erfolgte in der bis dahin größten Entfernung eines Kometen von der Sonne, er befand sich damals noch etwa 1 ½-mal so weit von ihr entfernt wie der Planet Saturn und sollte noch mehr als 5 ½ Jahre brauchen bis zum Erreichen des Perihels seiner Bahn.

## Entdeckung und Beobachtung
Der Komet wurde auf Aufnahmen entdeckt, die am 19. September 2006 im Rahmen des LONEOS-Programms mit einem 1,1-m-Teleskop des Lowell-Observatoriums in Arizona gemacht wurden. Die Helligkeit des Objekts lag bei 19 mag. Noch am selben und auch am folgenden Tag konnte die Entdeckung an mehreren Observatorien bestätigt werden. Nachträglich konnte der Komet aber bereits auf Aufnahmen nachgewiesen werden, die schon Ende August und auch im September 2006 nur zwei Tage vor der eigentlichen Entdeckung mit der Catalina Sky Survey gemacht worden waren. Später gelang es noch, aus drei Aufnahmen vom 13. Oktober 1999 Positionsdaten des Kometen zu bestimmen.
Zum Zeitpunkt seiner Entdeckung war der Komet noch 14,3 AE von der Sonne entfernt und zeigte bereits eine Koma, dies war zu dieser Zeit die größte Entfernung, bei der ein Komet mit erkennbarer Aktivität entdeckt worden war. Die Prediscovery-Aufnahmen vom Oktober 1999 zeigten den Kometen sogar in einem Abstand von 26,1 AE von der Sonne. Diese Rekorde wurden dann 2010 durch den Kometen C/2010 U3 (Boattini) und das im Jahr 2014 entdeckte transneptunische Objekt C/2014 UN271 (Bernardinelli-Bernstein) überboten, dessen kometarische Natur aber erst 2021 erkannt wurde.
Seit seiner Entdeckung konnte der Komet durchgehend mit großen Teleskopen beobachtet werden, seine Helligkeit stieg in den Jahren 2012 und 2013 bis auf etwa 11–12 mag an, die letzte Beobachtung erfolgte im November 2020 am Cerro Tololo Inter-American Observatory in Chile bei etwa 23 mag Helligkeit. Zu dieser Zeit befand sich der Komet bereits wieder etwa 19,8 AE von der Sonne entfernt.

## Wissenschaftliche Auswertung
Es gab bisher nur wenige Beobachtungen von Kometen in einem Sonnenabstand von über 5 AE. In solchen Entfernungen ist die Aktivität der Kometen noch nicht von verdampfendem Wassereis getrieben, wie in Sonnennähe, sondern von anderen Ursachen wie der Kristallisation von amorphem Wassereis oder der Sublimation von hochflüchtigen Substanzen wie Kohlenstoffmonoxid (CO) oder Kohlenstoffdioxid (CO2). Die Untersuchung solcher fernen Kometen, die zum ersten Mal in Sonnennähe kommen, ist daher besonders interessant im Hinblick auf diese Mechanismen.
Von 1998 bis 2014 wurden 50 Kometen bei einem Sonnenabstand >5 AE mit dem 60/90/180-Schmidt-Teleskop an der Station Piszkéstető des Konkoly-Observatoriums in Ungarn hinsichtlich ihrer Staubproduktion beobachtet, darunter auch von September 2006 bis Februar 2014 der Komet LONEOS. Wegen der ungewöhnlichen Helligkeit wurde für den Kern eine Größe zwischen derjenigen der Kometen Halley und Hale-Bopp erwartet. Im April 2011 wurde der Komet mit dem 1-m-Teleskop am Lulin-Observatorium auf Taiwan photometrisch beobachtet. Es konnte auch hier die Produktionsrate von Staub bestimmt werden.
Mit einer neuartigen Methode, bei der aus der gemessenen Helligkeitsverteilung in der Koma durch ein mathematisches Modell auf die absolute Helligkeit des Kerns geschlossen wird, wurde aus einer photometrischen Beobachtung des Kometen vom 2. August 2011 ein effektiver Durchmesser des Kerns von 10,0 ± 0,8 km abgeleitet.
Im Zeitraum von Dezember 2006 bis März 2014 wurde der Komet mit dem 6-m-Teleskop BTA-6 des Selentschuk-Observatoriums in Russland, dem 2-m-Teleskop der Nationalen Akademie der Wissenschaften der Ukraine auf dem Pik Terskol sowie dem 2,5-m-Nordic Optical Telescope und dem 2-m-Liverpool-Teleskop des Roque-de-los-Muchachos-Observatoriums auf La Palma sowohl photometrisch als auch spektroskopisch beobachtet. Es konnte die Produktionsrate von Staub bestimmt werden, die (bei einer angenommenen Albedo von 0,1) 2006 bei 9 kg/s lag und im Juli 2013 ein Maximum von 82 kg/s erreichte. Bei den spektroskopischen Beobachtungen 2006 und 2008 im Sonnenabstand von 13,7 bzw. 10,0 AE konnten keine Emissionslinien detektiert werden. Im Dezember 2015 wurde noch eine weitere Beobachtung mit dem Teleskop auf dem Pik Terskol durchgeführt. Es wurde noch eine Produktionsrate von Staub in der Höhe von 15 kg/s gefunden. Der Komet war damit wie viele andere „dynamisch neue“ Kometen nach seinem Periheldurchgang aktiver als vorher.
Im Mai 2010 wurde der Komet LONEOS auch vom Weltraumteleskop WISE untersucht. Es konnten aus Messungen im Infraroten die Produktionsraten von Staub und CO + CO2 und die Temperatur bestimmt werden. Nach der Reaktivierung des Weltraumteleskops im Rahmen der Mission NEOWISE wurden diese Messungen im Januar und Juni 2014 erneut durchgeführt.
Zwischen 2011 und 2020 wurden am Olmen Observatory in Belgien 119 Kometen photometrisch beobachtet, unter den langperiodischen auch vom Mai 2011 bis Mai 2015 der Komet LONEOS. Die Aktivität des Kometen im Maß seiner Staubproduktion wurde dabei als „moderat“ gefunden.

## Umlaufbahn
Für den Kometen konnte aus 5568 Beobachtungsdaten über einen Zeitraum von mehr als 14 Jahren eine hyperbolische Umlaufbahn bestimmt werden, die um rund 166° gegen die Ekliptik geneigt ist. Seine Bahn verläuft damit leicht schräg gestellt zu den Bahnebenen der Planeten und er durchläuft seine Bahn gegenläufig (retrograd) zu ihnen. Im sonnennächsten Punkt (Perihel), den der Komet am 16. April 2012 erreichte, war er etwa 768 Mio. km von der Sonne entfernt und damit noch etwas weiter als der Planet Jupiter. Beim Durchlaufen der Zone der Planeten kam er einigen der äußeren Planeten relativ nahe, erwähnenswert sind Vorbeigänge am Uranus im Juni 2007 in etwa 8 ¾ AE, am Jupiter im Februar 2010 in etwa 3 ¼ AE, am Saturn im Juni 2013 in knapp 4 AE und ein weiteres Mal am Jupiter im September 2015 in etwa 5 ⅓ AE Distanz. Vom Bereich der kleinen Planeten blieb er weit entfernt, der Erde kam er am 1. Juni 2012 nicht näher als etwa 620 Mio. km (4,1 AE).
Im Jahr 2017 erstellten M. Królikowska und P. A. Dybczyński aus 6480 Beobachtungsdaten aus dem Zeitraum 1999 bis 2016 einen Satz nicht-gravitativer Bahnelemente (Modell „c6“) mit einer speziellen Anpassung hinsichtlich der Ausgasung von CO. Danach bewegte sich der Komet ursprünglich auf einer elliptischen Bahn mit einer Exzentrizität von 0,999951 und einer Großen Halbachse in der Größenordnung von 100.000 AE (ca. 1,6 Lichtjahre), er war nur äußerst schwach an das Sonnensystem gebunden. Es handelte sich um einen „dynamisch neuen“ Kometen aus der Oortschen Wolke, der zum ersten Mal in Sonnennähe kam. Für die zukünftige Bahn fanden sie eine hyperbolische Charakteristik mit einer Exzentrizität von 1,00018, der Komet wird das Sonnensystem also verlassen.
In einer Untersuchung von 2023 revidierten Królikowska und Dones ihre Berechnungen hinsichtlich des Kometen LONEOS noch einmal, da inzwischen Beobachtungsdaten aus weiteren vier Jahren vorlagen. Außerdem wurden sowohl die Daten des gesamten Beobachtungszeitraums als auch gesondert nur die Beobachtungen vor und nach dem Periheldurchgang ausgewertet, was eine deutliche Asymmetrie bestätigte. Nach dem Perihel zeigte sich eine stärkere nicht-gravitative Aktivität als vorher, die noch zwischen November 2013 und November 2014 Auswirkungen auf seine Bahn zeigte, während sie dann ab letzterem Datum bei etwa 8,6 AE Sonnenabstand vernachlässigt werden konnte. Alle Berechnungsmodelle ergaben für die ursprüngliche Große Halbachse der Umlaufbahn Werte, die zwischen „schwach hyperbolisch“ und etwa 50.000 AE lagen.